# Robert Clohessy
Robert Clohessy (The Bronx - New York, 10 juni 1957) is een Amerikaans acteur en filmproducent.

## Biografie
Clohessy heeft gestudeerd aan de State University of New York in New York samen met Edie Falco, Kirk Acevedo en Seth Gilliam.
Clohessy begon in 1986 met acteren in de televisieserie Hill Street Blues. Hierna speelde hij in nog meer dan 125 films en televisieseries, zoals Jake and the Fatman (1989-1992), All My Children (2002-2003), Oz (1999-2003), 16 Blocks (2006), 27 Dresses (2008), Arthur (2011), Boardwalk Empire (2010-2011) en Blue Bloods (2010-2020). Voor zijn rol in de televisieserie Boardwalk Empire heeft hij samen met de cast een Screen Actors Guild Awards gewonnen in de categorie Uitstekende Optreden door een Cast in een Televisieserie.
Clohessy is ook actief in het theater, hij maakte zijn debuut op Broadway in 2004 met het toneelstuk Twelve Angry Men als Jurylid 6. Hierna speelde hij nog eenmaal op Broadway, in 2008 speelde hij in de musical Pal Joey als Mike Spears.
Clohessy is getrouwd en heeft hieruit twee zonen.

## Filmografie

### Films
Selectie:
- 2016: Teenage Mutant Ninja Turtles: Out of the Shadows - als Warden Hamlett
- 2014: A Most Violent Year - als mr. Rose
- 2013: The Wolf of Wall Street - als Nolan Drager
- 2012: The Place Beyond the Pines – als Chief Weirzbowski
- 2012: The Avengers – als politiesergeant
- 2012: Man on a Ledge – als gevangenisbewaker
- 2011: Tower Heist – als politieagent
- 2011: Arthur – als politieveteraan
- 2008: 27 Dresses – als barkeeper
- 2007: Across the Universe – als Wesley Huber
- 2006: 16 Blocks – als Cannova
- 2005: The Interpreter – als FBI agent King
- 1987: The Believers – als detective

### Televisieseries
Uitgezonderd eenmalige gastrollen.
- 2010-2024: Blue Bloods – als brigadier Sid Gormley – 219 afl.
- 2015: Cold Bloods - als kapitein - 2 afl.
- 2012-2013: Curse of the Crimson Mask - als Jack Parker  3 afl.
- 2010-2011: Boardwalk Empire – als Jim Neary – 17 afl.
- 2008: New Amsterdam – als detective Santori – 6 afl.
- 2006-2007: Kidnapped – als de operator – 9 afl.
- 2006: The Book of Daniel – als Billy – 2 afl.
- 1999-2003: Oz – als officier Sean Murphy – 38 afl.
- 2002-2003: All My Children – als Doug Lewis - ? afl.
- 2000: Guiding Light – als Gil – 6 afl.
- 1996: Chicago Hope – als Robert Malzone – 2 afl.
- 1992: Laurie Hill – als Jeff Hill – 10 afl.
- 1989-1992: Jake and the Fatman – als Doug McEwen  Victor Potemkin – 3 afl.
- 1989: One of the Boys – als Mike Lukowski – 6 afl.
- 1988: Tattingers – als pastoor Thomas Smaraldo – 2 afl.
- 1987-1988: Ohara – als luitenant George Shaver – 19 afl.
- 1986-1987: Hill Street Blues – als officier Patrick Flaherty – 14 afl.

### Filmproducent
- 2022 Fire Island - film
- 2022 The Redeemer - film
- 2021 Arena - film
- 2020 Paa - korte film
- 2012-2013 Curse of the Crimson Mask - televisieserie - 2 afl.
- 2009 The Crimson Mask - film

- Biblioteca Nacional de España: XX5523307
- International Standard Name Identifier: 0000 0004 4618 0326
- Library of Congress Control Number: no2015014432
- Virtual International Authority File: 314816112
- WorldCat: E39PBJhH3wgFGhBcpgvXg4TvHC